# Kalvtjärnen (Särna socken, Dalarna, 682766-134815)
Kalvtjärnen är en sjö i Älvdalens kommun i Dalarna och ingår i Dalälvens huvudavrinningsområde. Sjön har en area på 0,0753 kvadratkilometer och ligger 530,6 meter över havet. Sjön avvattnas av vattendraget Silderbäcken.

## Delavrinningsområde
Kalvtjärnen ingår i det delavrinningsområde (682778-134896) som SMHI kallar för Mynnar i Fulan. Medelhöjden är 518 meter över havet och ytan är 8,59 kvadratkilometer. Det finns inga avrinningsområden uppströms utan avrinningsområdet är högsta punkten. Silderbäcken som avvattnar avrinningsområdet har biflödesordning 4, vilket innebär att vattnet flödar genom totalt 4 vattendrag innan det når havet efter 504 kilometer. Avrinningsområdet består mestadels av skog (84 procent). Avrinningsområdet har 0,08 kvadratkilometer vattenytor vilket ger det en sjöprocent på 0,9 procent.